# Kuge

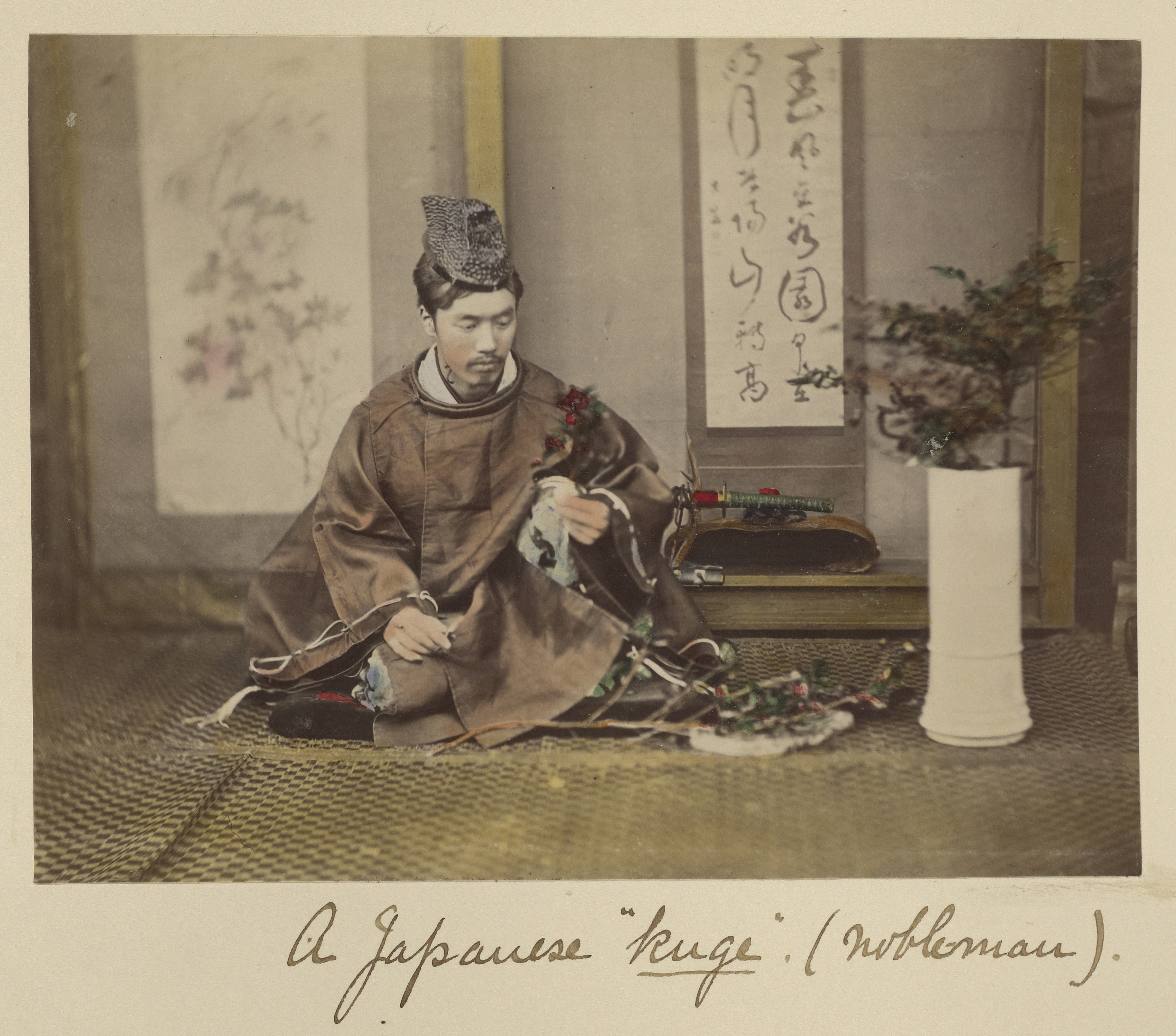
Kuge japonés (noble)

Kuge (公家?) fue el nombre dado en Japón a la aristocracia de la corte imperial instalada en Kioto durante el Período Heian hasta el surgimiento del shogunato en el siglo XII, época en la cual la kuge empezó a perder influencia política frente a los daimyō. No obstante, la kuge no fue abolida por los shogunes y continuó sus funciones en calidad de corte del Emperador de Japón, aunque relegada a roles puramente ceremoniales y sin ejercer cargos públicos hasta la época de la Restauración Meiji en 1868. 

## Evolución
Con el nombre de Kuge se designó a las familias que prestaban servicios directamente al emperador a inicios del Período Heian, y abarcaba en general al monarca japonés y su corte, posteriormente el término se utilizó sólo para designar a los funcionarios cortesanos que en dicho período se constituyeron en aristocracia gobernante y en el grupo social más poderoso de Japón. 
Una de las principales familias de la Kuge fue el clan Fujiwara, que durante el Período Heian se emparentó con la propia la dinastía imperial japonesa mediante matrimonios y que desempeñó una gran influencia en la administración política de dicho periodo, así como un considerable poder ante el emperador. En dicha época los miembros de la Kuge destacaron como artistas, poetas, y promotores de la cultura. La posesión de tierras y la renta obtenida de estas actividades era su principal fuente de riquezas. A la clase de los kuge estaban vinculados los primeros literatos en idioma japonés como las autoras Sei Shōnagon y Murasaki Shikibu. Los animadores del esplendor cultural de la corte Heian en la pintura, música y artes en general, eran miembros de la kuge.
Cuando los privilegios políticos empezaron a transmitirse a la nueva clase dominante de los daimyō, a inicios del Período Kamakura, las nuevas circunstancias obligaron a que los kuge redujeran su papel a la conservación del protocolo imperial y la cultura clásica de Japón, ajenos al poder político. De hecho, su maestría en las artes como la música y la poesía les permitió subsistir bajo el nuevo régimen del bakufu en el Período Muromachi e inclusive durante el Shogunato Tokugawa, siempre como cultivados cortesanos bajo el servicio y protección del emperador, mientras conservaban su rango social aristocrático aunque sin poder real.
En 1869, tras la Restauración Meiji y la abolición del shogunato, la Kuge (que siempre tuvo un número muy reducido de miembros), se fusionó con la clase de los daimyō para dar lugar al kazoku, la nueva aristocracia nobiliaria japonesa.